# بيل ستيوارت (مهندس)
بيل ستيوارت (بالإنجليزية: Bill Stewart)‏ هو مهندس أمريكي، ولد في 1950، وتوفي في 2009.